# Mic Christopher
Mic Christopher, född 21 september 1969 i Bronx i New York, död 29 november 2001 i Groningen i Nederländerna, var en irländsk musikartist som började sin karriär på Dublins gator som gatusångare tillsammans med Glen Hansard. Christopher är mest känd för albumet Skylarkin' som släpptes efter hans död med hjälp av vänner, däribland Hansard.
Mic föddes i Bronx i New York som son till irländska föräldrar och flyttade tillsammans med familjen tillbaka till Irland vid tre års ålder.